# Islands flagga
Islands flagga är en blå nordisk korsflagga med ett rött, vitkantat kors. Flaggan fastställdes officiellt den 19 juni 1915, men hade innan dess använts inofficiellt sedan 1913. Den blev officiell nationsflagga först 1944 när landet blev republik och sade upp personalunionen med Danmark. Flaggans motiv motsvaras även av skölden i Islands statsvapen. Nationsflaggans proportioner är 18:25.

## Symbolik
Färgerna i den nuvarande flaggan har ingen officiell symbolik, men en populär modern tolkning är att färgerna står för de tre element som skapat ön – eld, is och vatten. Dessutom visar de traditionella isländska färgerna vitt och blått i kombination med rött på Islands historiska anknytning till Norge. Utformningen som nordisk korsflagga visar på de nära banden till övriga Norden.

## Färger
| Schema  | Blå                   | Vit                  | Röd                   |
| ------- | --------------------- | -------------------- | --------------------- |
| HEX     | #02529C               | #FFFFFF              | #DC1E35               |
| RGB     | 2, 82, 156            | 255, 255, 255        | 220, 30, 53           |
| Pantone | 287 (ungefär #02529C) | 1c (ungefär #FFFFFF) | 199 (ungefär #DC1E35) |
| CMYK    | 100, 75, 2, 18        | 0, 0, 0, 0           | 0, 100, 72, 0         |
| Avery   | 520                   | 501                  | 503                   |

## Historik

Den tidigare inofficiella flaggan Hvítbláinn (’den vitblå’) användes av isländska republikaner omkr. år 1900.

Under den norska och senare danska tiden hade Island ingen egen nationsflagga. Islands vapen innehöll från omkring år 1500 en krönt klippfisk som fungerade som symbol för Island. Till havs användes den danska flaggan.
Den första tanken på en separat isländsk flagga uppkom 1809. Den danske äventyraren Jørgen Jürgensen, som då var kapten på ett brittiskt skepp, tog detta år makten på Island och utropade sig till kung över landet. Kort efter maktövertagandet antog han en egen isländsk flagga som var blå med tre klippfiskar. Flaggan hissades för första gången den 12 juli 1809. Jørgensen tvingades ge upp makten efter bara någon månad, och flaggan föll i glömska.
Omkring 1870 presenterade den isländske konstnären Sigurdur Gudmundsson ett förslag till ny nationsflagga, med en jaktfalk i silver mot en blå duk. Flaggan blev populär bland studenter och när Island firade 1000-årsjubileum 1874 användes flaggan i flera olika sammanhang. Falken fanns även med i det isländska vapnet mellan 1903 och 1918, och ersatte därmed den krönta klippfisken.
Diktaren Einar Benediktsson skrev den 13 mars 1897 en tidningsartikel i tidningen Dagskrá där han krävde att flaggan skulle bytas ut eftersom en flagga med en falk inte var i linje med internationella flaggtraditioner. Han föreslog istället en blå flagga med ett vitt kors som anknöt till de skandinaviska ländernas flaggor. Flaggan blev populär bland de grupper som då började kräva självständighet från Danmark och användes i relativt stor utsträckning efter att den danske kungen Kristian X den 22 november 1913 proklamerat att Island hade rätt att använda en egen flagga till lands och inom sina territorialvattengränser.
Däremot var Kristian X:s danska regering inte villig att erkänna den blå-vita flaggan som Islands flagga, med motiveringen att den var alltför lik Greklands flagga (som hade samma utseende 1913 som idag, 2009). En ny flagga skapades 1915 av Matthias Thordarson, som tolkade färgerna som blått för bergen, vitt för isen och rött för elden ur Islands många aktiva vulkaner. Flaggan antogs officiellt av den danske kungen den 30 november och blev nationsflagga samma dag. Flaggan hissades för första gången den 1 december 1918, den dag då Island blev ett självständigt kungarike i personalunion med Danmark. När flaggan lagstadgades i samband med att Island blev republik 1944 ändrades den blå nyansen från "himmelsblått" till en mörkare blå färg.

## Övriga flaggor
Statsflaggan är tvetungad, liksom presidentens flagga. Den senare är belagd med Islands statsvapen. Statsflaggan fungerar också som örlogsflagga, även om Island saknar egna försvarsstyrkor.

Islands presidents flagga. Proportionerna är 18:37.
Isländska tullverkets flagga. Proportionerna är 37:18.